# Joe Celko
Joe Celko (geb. vor 1965) ist ein US-amerikanischer Informatiker. Er ist Experte für Relationale Datenbanken aus Austin, Texas.

## Leben
Celko war Mitglied im ANSI X3H2 Database Standards Committee und half mit, die SQL-89- und SQL-92-Normen zu entwerfen. Er ist Autor von sechs Büchern und über 700 Artikeln über SQL und andere Datenbankthemen.
Ihm wird zugeschrieben, den Ausdruck Lasagne-Code geprägt zu haben.
Er beschreibt außerdem als erster Nested Sets. Dies ist eine Technik, wie Baumstrukturen in Datenbanken so abgelegt werden können, dass Teilbäume oder der Weg zur Wurzel mit linearem Aufwand anstatt durch Rekursion ermittelt werden können.

## Werke (Auswahl)
- SQL Puzzles and Answers.Morgan Kaufmann, San Francisco 1997; 2. Aufleg: Elsevier Morgan Kaufmann, Amsterdam 2007, ISBN 978-0-12-373596-6
- Data and Databases. concepts in practice. Morgan Kaufmann, San Francisco 1999, ISBN 1-55860-432-4.
- Trees and hierarchies in SQL for smarties. Morgan Kaufmann, Amsterdam 2004; 2. Auflage 2012, ISBN 978-0-12-387733-8.
- SQL for Smarties. Morgan Kaufmann, San Francisco 2005; 4. Auflage: Morgan Kaufmann, Burlington 2011, ISBN 978-0-12-382022-8.
- SQL Programming Style. Morgan Kaufmann, San Francisco 2005, ISBN 0-12-088797-5.
- Analytics and OLAP in SQL. Morgan Kaufmann, San Francisco 2006, ISBN 0-12-369512-0.